# Phocoenidae
Le focene sono piccoli cetacei Odontoceti della famiglia Phocoenidae. Sono diverse dai delfini, sebbene la parola "focena" sia stata usata per riferirsi ad ogni piccolo delfino, specialmente dai marinai e dai pescatori. La differenza più notevole tra questi due gruppi è che le focene hanno denti appiattiti a forma di spatola, diversi dai denti conici dei delfini.
Le focene sono più strettamente correlate a narvalo e a beluga, che ai delfini oceanici.
Il nome focena nella lingua italiana di oggi deriva dal greco φώκαινα.
Il nome inglese per "focena", porpoise, deriva dal francese pourpois, che deriva dal latino medievale porcopiscus (porcus maiale + piscus pesce).
Le focene, suddivise in otto specie, vivono in tutti gli oceani, specialmente nei pressi della costa. La meglio conosciuta è probabilmente la focena comune (Phocoena phocoena), presente in tutto l'emisfero settentrionale.

## Tassonomia ed evoluzione
Le focene, insieme a balene e delfini, discendono da mammiferi di terraferma e sono imparentate con gli animali ungulati. Esse entrarono in acqua approssimativamente 50 milioni di anni fa, nell'Eocene inferiore. La famiglia delle focene si sviluppò verso la fine del Miocene, divergendo da quella dei delfini attorno a 15 milioni di anni fa. I fossili più antichi sono noti da reperti trovati in acque poco profonde dell'Oceano Pacifico settentrionale; la diffusione sulle coste europee e nell'emisfero sud avvenne molto più tardi, nel corso del Pliocene.
Durante il Pliocene (circa 3 milioni di anni fa) vissero alcune focene dall'aspetto bizzarro, come Semirostrum.
- Sottordine Odontoceti
  - Famiglia Phocoenidae: Focene
    - Genere Neophocaena
      - Neofocena dello Yangtze, Neophocaena asiaeorientalis
      - Neofocena dell'Indo-Pacifico, Neophocaena phocaenoides
      - Neofocena cinese, Neophocaena sunameri

    - Genere Phocoena
      - Focena, Phocoena phocoena
      - Focena del Golfo di California, Phocoena sinus
      - Focena dagli occhiali, Phocoena dioptrica
      - Focena spinipinne, Phocoena spinipinnis

    - Genere Phocoenoides
      - Focenoide, Phocoenoides dalli

Ibridi tra focene comuni maschi e focenoidi femmine scoperti recentemente indicano che le due specie siano in effetti membri dello stesso genere.

## Caratteristiche fisiche

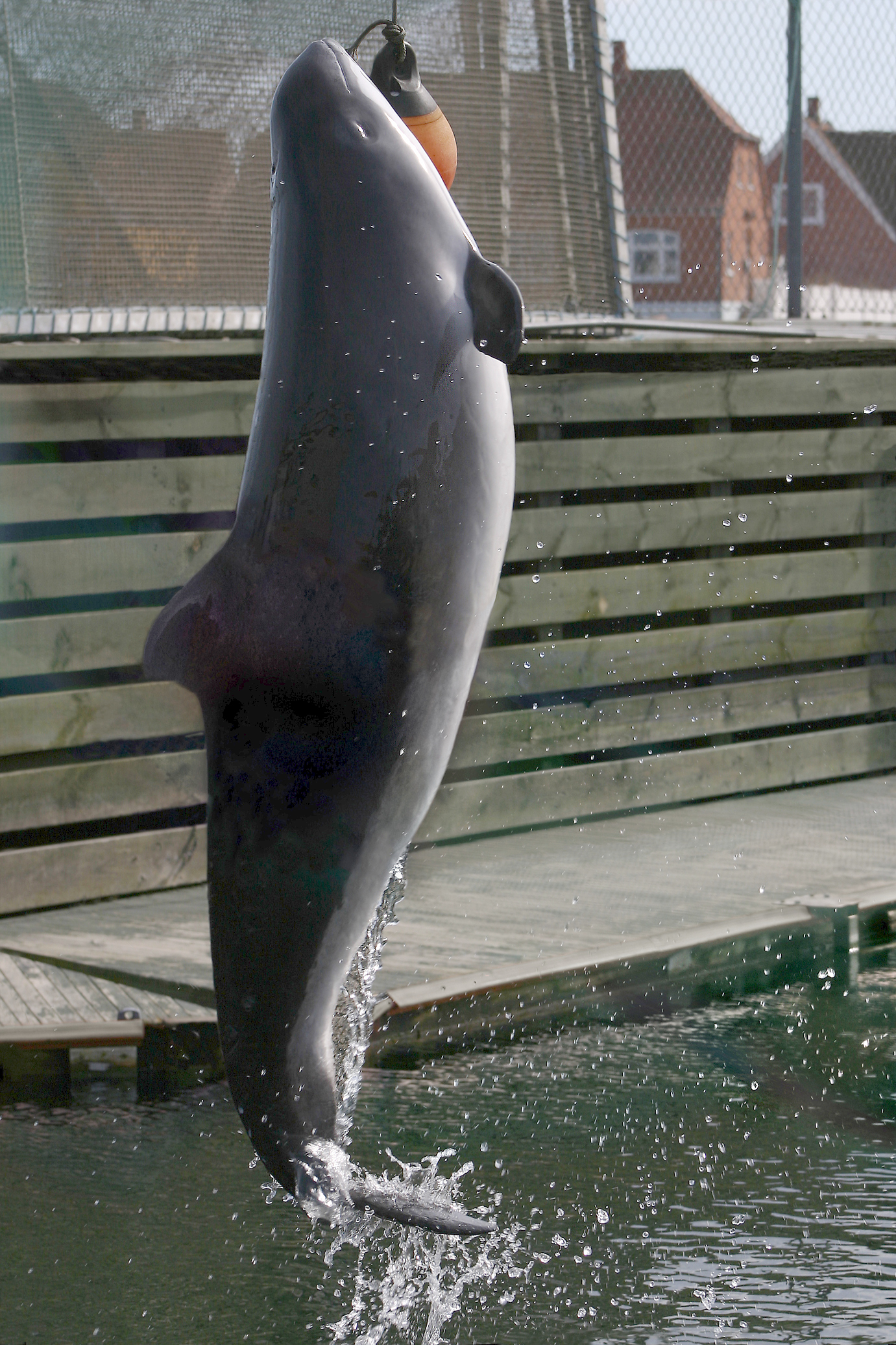
Una focena comune in un acquario. In natura le focene saltano raramente fuor d'acqua.

Le focene tendono ad essere più piccole ma più robuste dei delfini. Hanno teste piccole ed arrotondate e mascelle smussate al posto del rostro. Mentre i delfini hanno un "melone" rotondo e bulboso, le focene ne sono prive. I loro denti sono a forma di spatola; invece i delfini hanno denti conici. Inoltre, una pinna dorsale di focena è generalmente triangolare, piuttosto che ricurva come quella di molti delfini e delle grandi balene. Alcune specie hanno piccole escrescenze, note come tubercoli, sul margine anteriore della pinna dorsale. La funzione di queste escrescenze è sconosciuta.
Questi animali sono i cetacei più piccoli, raggiungendo lunghezze massime di 2,5 metri; la specie più piccola è la focena del Golfo di California, che non misura più di 1,5 m. In termini di peso la più leggera è la neofocena di 30-45 chilogrammi e la più pesante è il focenoide di 150–200 kg. A causa delle loro piccole dimensioni, le focene disperdono in acqua il calore corporeo più rapidamente di altri cetacei. La loro forma tozza, che minimizza l'area della superficie, è un adattamento per ridurre la dispersione del calore. Anche lo spesso strato di grasso le isola dal freddo. Le piccole dimensioni delle focene richiedono a questi animali di nutrirsi frequentemente, piuttosto che di fare affidamento sulle riserve di grasso.

## Storia naturale
Le focene hanno sviluppato molto la strategia-R, paragonate con i delfini: in parole povere, allevano i piccoli più velocemente dei delfini.
Le femmine dei focenoidi e delle focene comuni rimangono gravide di un solo piccolo ogni anno, in condizioni favorevoli, e la gravidanza dura circa 11 mesi. I piccoli nascono in primavera o all'inizio dell'estate e rimangono dipendenti dalla madre fino alla primavera successiva.
Sebbene la durata di vita della maggior parte delle specie sia sconosciuta, raramente sono stati trovati esemplari più vecchi di sedici anni.

## Comportamento

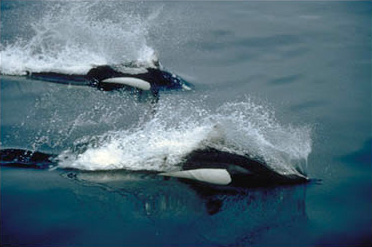
Schizzi a "coda di gallo" intorno a questi due focenoidi che nuotano

Le focene sono predatrici di pesci, calamari e crostacei. Sebbene siano in grado di immergersi fino a 200 m, generalmente cacciano nelle basse acque costiere. Si trovano più comunemente in piccoli gruppi di meno di dieci individui. Raramente, alcune specie formano raggruppamenti di breve durata di alcune centinaia di animali. Come tutti gli odontoceti sono in grado di usare l'ecolocazione per trovare le prede e per coordinare i gruppi. Le focene sono veloci nuotatrici - il focenoide è ritenuto uno dei cetacei più veloci, con una velocità di 55 km/h. Le focene tendono ad essere meno acrobatiche e più guardinghe dei delfini.

## Impatto umano
Le catture accidentali (bycatch) nelle reti da pesca sono la loro maggiore minaccia. Una delle specie di cetacei più a rischio è la focena del Golfo di California, che ha una distribuzione limitata al golfo di California, un'area densamente industrializzata. In alcuni paesi, vengono cacciate a scopo alimentare o per usarne la carne come esca. Le focene vengono tenute di rado negli zoo o nei delfinari, dal momento che non sono in grado di adattarsi bene alla vita in cattività e non sono facili da addestrare come i delfini.